# Ana de Bragança
D. Ana de Bragança (Vila Viçosa, 21 de janeiro de 1635 - Vila Viçosa, 21 de janeiro de 1635), foi a segunda filha do Rei João IV de Portugal e de Luísa de Gusmão.

## Biografia
Nasceu no Paço Ducal de Vila Viçosa, na mesma vila, a 21 de janeiro de 1635, sendo o seu pai, à data, ainda João II, 8.º Duque de Bragança.
Faleceu no mesmo dia e local, sendo sepultada no Panteão das Duquesas de Bragança, no coro-alto do Convento das Chagas, em Vila Viçosa, tendo no seu túmulo o seguinte epitáfio: «Aqui jaz a Senhora Dona Anna, filha do Duque Dom Joaõ II. deste nome, e de sua mulher a Senhora Dona Luiza de Gusmão, nasceo, e faleceo a 21 de Janeiro de 1635 annos». Existe, no entanto, um túmulo no Panteão da Dinastia de Bragança, na Igreja de São Vicente de Fora, em Lisboa, com inscrição referente a Ana de Bragança, o que terá sido um lapso ocorrido aquando das renovações do referido panteão, como referiu Oliveira Martins.
Por ter falecido antes do seu pai ter ascendido ao trono português, não usufruiu do título de Infanta de Portugal, nem de Princesa da Beira.